# سيسكو للتوجيه السريع

تقنية التوجيه السريع الخاص بسيسكو (بالإنجليزية: Cisco Express Forwarding)‏ هي تكنولوجيا متقدمة لتبديل الرزم من المستوى الثالث والمستخدمة بشكل رئيسي في الشبكات الأساسية الكبيرة أو الإنترنت لتحسين أداء الشبكة العام. وعلى الرغم من أن سيسكو إكسبريس للإرسال (CEF) هي بروتوكول مملوك لسيسكو إلا أن شركات أخرى ذات تحويل متعدد المستويات أو أجهزة توجيه ذات قدرة عالية توفر وظيفة مشابهة؛ حيث يكون التحويل فيها من المستوى الثالث أو يتم التوجيه في جهاز الحاسوب في (إيه إس آي سي (تطبيق الدوائر المتكاملة)) بدلاً من استخدام البرمجيات ووحدة المعالجة المركزية (المركزية).

## الوظيفة
تستخدم سيسكو إكسبريس للإرسال (CEF) بصورة أساسية لزيادة سرعة تحويل الطرود عن طريق الحد من النفقات الإضافية وحالات التأخير الناتجة عن استخدام تقنيات التوجيه الأخرى. تتكون سيسكو إكسبريس للإرسال من مكونين رئيسين: قاعدة معلومات الإرسال (FIB) والـتجاورات.
وتُشبه قاعدة معلومات الإرسال جدول التوجيه الذي تم إنشاؤه بواسطة بروتوكولات توجيه عدة، والالتزام فقط بعنوان المحطة المقبلة لمسار بروتوكول إنترنت معين.
ويحافظ جدول التجاور على المستوى 2 أو يُحول المعلومات المرتبطة بإدخال قاعدة معلومات الإرسال الخاصة، وتجنب الحاجة إلى طلب إيه آر بي (ARP) لكل بحث في جدول. يوجد أنواع عديدة من التجاورات. يتم سرد بعضها أدناه:
- تجاور ذاكرة التخزين المؤقتة: هذا النوع من الإدخال يحتوي على واجهة التواصل الصادرة الصحيحة و عنوان الماك الصحيح لإدخال قاعدة معلومات الإرسال الخاصة به. عنوان الماك هو عنوان الماك لعنوان بروتوكول الإنترنت إذا كانت وجهة الشبكة الفرعية متصلة مباشرة بجهاز التوجيه، أو هو عنوان ماك لجهاز التوجيه الذي يحتاج الطرد أن يُرسل إليه إذا كانت وجهة الشبكة الفرعية غير متصلة مباشرة بجهاز التوجيه المعالج للطرد في الوقت الحالي.
- تجاور إستقبال: يتعامل هذا النوع من الإدخال مع الطرود التي تتضمن وجهاتها الأخيرة نفس وجهة جهاز التوجيه. وهذا يشمل الطرود التي تم تعيين عناوين بروتوكول الإنترنت لها نفس عنوان جهاز التوجيه، وطرود البث، والبث المتعدد التي حددت وجهة جهاز التوجيه كواحدة من الوجهات.
- تجاور اللاشيء: يتعامل مع الطرود الموجهة إلى لا واجهة. وعادةً ما تسقط الطرود بإدخالات قاعدة معلومات الإرسال المتجهة إلى تجاورات اللاشيء.
- تجاور بونت: يتعامل مع الطرود التي تتطلب معالجة خاصة أو التي لا يمكن تحويلها بواسطة سيسكو إكسبريس للإرسال. يتم توجيه مثل هذه الطرود لمستوى التحويل التالي (بصفة عامة يكون تحويلاً سريعًا) حيث يمكن إرسالهم بطريقة صحيحة.
- تجاور جمع (جلين): تم إنشاء هذا التجاور عندما عرف جهاز التوجيه أن الشبكة الفرعية لوجهة بروتوكول الإنترنت متصلة مباشرة بجهاز التوجيه نفسه ولا يعرف عنوان الماك لجهاز الوجهة، أو جهاز التوجيه يعرف عنوان بروتوكول الإنترنت لجهاز التوجيه لإرسال طرد لوجهة معينة، ولكن لا يعرف عنوان ماك لجهاز التوجيه. الطرود التي أدت إلى هذا الإدخال سوف تقوم بإنشاء طلبًا لبروتوكول تمييز العنوان.
- تجاور الحذف: إدخالات قاعدة معلومات الإرسال المتجهة نحو هذا النوع من التجاور سيتم التخلص منها.
- تجاور الهبوط: يتم التخلص من الطرود المتجهة إلى هذا الإدخال، ولكن يتم التحقق من البادئة.

من أجل الاستفادة المثلى من سيسكو إكسبريس للإرسال، يوصى باستخدام سيسكو إكسبريس للشحن الموزعة (dCEF)، حيث يوجد جدول قاعدة معلومات الإرسال على كل بطاقة من بطاقات الخط. وهذا يُجنب الحاجة إلى الاستعلام عن المعالج الرئيسي أو جدول التوجيه من أجل الحصول على معلومات عن المحطة المقبلة. بدلاً من ذلك، يتم تنفيذ التحويل السريع على بطاقة الخط نفسها.
تقوم سيسكو إكسبريس للشحن بدعم الـإيثرنت، وتنقيل الاطر، وإيه تي إم (ATM)، وبي بي بي (PPP)، وإف دي دي آي (FDDI)، وأنفاق، وسيسكو للتحكم في ارتباط البيانات رفيعة المستوى.

## وصلات خارجية
- CEF (Cisco Express Forwarding) site
- Choosing the best routing switching path